# Calandrinia affinis
Calandrinia affinis är en källörtsväxtart som beskrevs av John Gillies och George Arnott Walker Arnott. Calandrinia affinis ingår i släktet sidenblommor, och familjen källörtsväxter. Inga underarter finns listade i Catalogue of Life.